# Józef Starzyński
Józef Starzyński ps. Paweł (ur. 10 marca 1890 w Sadzawce, zm. październik 1961 w Zakopanem) – polski rzeźbiarz.
Naukę rzeźby rozpoczął od lwowskiej Szkoły Rzemiosła Artystycznego, gdzie jego nauczycielem był Juliusz Bełtowski. Następnie studiował rzeźbę na Akademii Sztuk Pięknych w Krakowie, 6 sierpnia 1914 wstąpił ochotniczo do 1 Pułku Piechoty 1 Kompanii Kadrowej Legionów Polskich. Nie brał udziału w kryzysie przysięgowym, wstąpił do 56 Pułku Piechoty Cesarstwa Austriackiego. W listopadzie 1918 znalazł się w Polskiej Organizacji Wojskowej w Stanisławowie, ochotniczo zgłosił się na wojnę polsko-bolszewicką. W sierpniu 1920 został się do sowieckiej niewoli, gdzie przebywał do wiosny 1921. Po uwolnieniu osiadł we Lwowie i był nauczycielem w Państwowej Szkole Przemysłowej. Brał udział w budowie Mauzoleum Orląt Lwowskich a także pomnika Orląt Przemyskich, jego dłuta jest pomnik żołnierzy amerykańskich. Po 1945 zamieszkał w Zakopanem, gdzie nauczał w Państwowej Szkole Przemysłu Drzewnego. W 1950 zaprojektował dekorację rzeźbiarską szczecińskiego pomnika Wdzięczności dla Armii Czerwonej oraz był współautorem projektu pomnika Robotnika i Robotnicy w Łodzi. Był scenografem podczas realizacji filmów kostiumowych dla dzieci, tuż przed śmiercią otrzymał zamówienie do realizacji kopii rzeźb ołtarza Wita Stwosza na potrzeby realizacji filmu Historia żółtej ciżemki.
Uhonorowany Odznaką Pamiątkową „Pierwszej Kadrowej”.